# Nokia 106 (2018年)
Nokia 106是HMD Global生產的Nokia直立式功能型手機，於2018年11月14日發布。

## 規格
| 類型     | 功能型手機                                                          |
| 手機規格 | 直立式                                                              |
| 尺寸     | 長：111.15（4.376英寸）；寬：49.5（1.95英寸）；高：14.4（0.57英寸） |
| 重量     | 70.2克（2.48盎司）                                                  |
| 作業系統 |                                                                     |
| 電池     | 800 mAh                                                             |
| 顯示器   | 1.8英寸（46）                                                       |